# چالیا
چالیا (به هندی: Chhalia) یا ترفند فیلمی محصول سال ۱۹۶۰ و به کارگردانی منموهان دسای است. در این فیلم بازیگرانی همچون راج کاپور، نوتان، پران، رحمان و شوبنا سامارت ایفای نقش کرده‌اند.